# Félix Rivera
Félix Rivera, né le 16 mai 1961, est un joueur portoricain de basket-ball.

## Palmarès
- Champion des Amériques 1989